# Gouvernement Hansson I
Gouvernement du royaume de Suède
Hamrin Pehrsson-Bramstorp
Le gouvernement Hansson I est à la tête du royaume de Suède de la fin 1932 à la mi-1936.

## Histoire
Les élections législatives de 1932 voient les sociaux-démocrates arriver en tête des suffrages. Le gouvernement formé par Per Albin Hansson doit lutter contre la crise de l'agriculture, ainsi que contre le chômage. À cet effet, il conclut un accord avec le principal parti agrarien du pays, la Ligue des Fermiers, en 1933. Hansson démissionne le 19 juin 1936, après que le Riksdag a rejeté sa proposition de réforme des retraites.

## Composition
- Ministre d'État : Per Albin Hansson
- Ministre des Finances : Ernst Wigforss
- Ministre de la Justice : Karl Schlyter
- Ministre des Affaires étrangères : Rickard Sandler
- Ministre de la Défense : Ivar Vennerström
- Ministre des Affaires sociales : Gustav Möller
- Ministre des Communications : Henning Leo
- Ministre des Affaires ecclésiastiques : Arthur Engberg
- Ministre de l'Agriculture : Per Edvin Sköld
- Ministre du Commerce extérieur : Fritjof Ekman
- Ministre sans portefeuille : Östen Undén
- Ministre sans portefeuille : Torsten Nothin (jusqu'au 16 septembre 1933)
- Ministre sans portefeuille : Karl Levinson (à partir du 16 septembre 1933)